# Amaurobius leechi
Amaurobius leechi är en spindelart som beskrevs av Brignoli 1983. Amaurobius leechi ingår i släktet Amaurobius och familjen mörkerspindlar. Inga underarter finns listade i Catalogue of Life.